# Peter Kreuzer
Peter Kreuzer ist ein deutscher Professor für Volkskunde. Bekanntheit erlangte er insbesondere aufgrund seines Engagements für die Graffiti-Szene in den 1980er und 1990er Jahren.

## Leben
Als sich Anfang der 1980er Jahre in München eine Graffiti-Szene entwickelte, begann Kreuzer damit, sich mit dieser neuen Form der Jugendkultur zu beschäftigen und dokumentierte die gesprühten Bilder im Rahmen des zweijährigen Pilotprojekts „Alltag in München“ mit dem Fotoapparat. Das Ergebnis war eine mehr als 5000 Fotos umfassende Sammlung, die im Stadtarchiv München aufbewahrt und derzeit digitalisiert wird. Er ergründete bei dieser Arbeit unter anderem die Motivation und den Szenejargon der Writer und bildete das gewonnene Wissen in einem Lexikon ab. Dieses Lexikon stellte erstmals Graffiti im gesamtkulturellen Zusammenhang vor.
Kreuzer war zu dieser Zeit verantwortlich für den Bereich „Alltag und Volkskultur“ im Münchner Stadtmuseum und lehrte gleichzeitig am Fachbereich Allgemeinwissenschaften der Fachhochschule München. Der Professor hielt dort Vorlesungen über Jugendkultur und andere Themen aus den Bereichen Volkskunde sowie Literaturwissenschaften. Unter der Zuhörerschaft seiner Vorlesungen befand sich beispielsweise auch der bekannte Writer Loomit.
Im Jahre 1986 rief Kreuzer zusammen mit dem Lehrbeauftragten und Rechtsanwalt Konrad Kittl (sogenannter „Sprüheranwalt“) die Euro-Graffiti-Union (kurz EGU) ins Leben. Seiner Meinung nach sind die Werke der Writer genauso wichtig wie die Bilder etablierter Künstler. Im Rahmen der Organisation sollte den talentierten Writern die Möglichkeit gegeben werden, legal und teilweise sogar gegen Bezahlung Wandbilder malen zu können.
Nach Eintreten in den Ruhestand übernahm Kreuzer vom April 2003 bis August 2005 die Leitung des Museums der Jugendkultur in Unterschleißheim.

## Publikationen
- Der Ray (1985)
- Das Graffiti-Lexikon – Wandkunst von A bis Z. Heyne, München 1986, ISBN 3-453-35068-5.
- Die Wand als Medium oder der Code der Zeit an den Wänden der Stadt. In: Medien + Erziehung. Band 34, Nr. 3, 1990, S. 143–155.